# Dincolo de poveste
Tolkien - Dincolo de poveste este un film american din 2019 regizat de Dome Karukoski.  Este scris de David Gleeson și Stephen Beresford. Prezintă viața timpurie a profesorului englez J. R. R. Tolkien, autor al lucrărilor Hobbitul și The Lord of the Rings, dar și al unor scrieri notabile academice. În film joacă actorii Nicholas Hoult, Lily Collins, Colm Meaney și Derek Jacobi.

## Distribuție
- Nicholas Hoult ca J. R. R. Tolkien
  - Harry Gilby ca tânărul J. R. R. Tolkien
- Lily Collins ca Edith Bratt, iubita și soția lui Tolkien, inspirația sa pentru personajele Lúthien Tinúviel și Arwen Evenstar
  - Mimi Keene ca tânăra Edith Bratt
- Colm Meaney ca părintele catolic Francis Morgan, care a fost ca un tată lui Tolkien
- Derek Jacobi ca Prof. Joseph Wright
- Anthony Boyle ca Geoffrey Bache Smith, un poet foarte apropiat lui Tolkien, a fost ucis în primul război mondial
  - Adam Bregman ca tânărul Geoffrey Smith
- Patrick Gibson ca Robert Q. Gilson
  - Albie Marber ca tânărul Robert Q. Gilson
- Tom Glynn-Carney - Christopher Wiseman, care l-a invitat pe Tolkien în grupul său social și cultural
  - Ty Tennant ca tânărul Christopher Wiseman
- Craig Roberts ca soldatul Sam Hodges
- Pam Ferris ca Mrs. Faulkner
- James MacCallum ca Hilary Tolkien
  - Guillermo Bedward ca tânărul Hilary Tolkien
- Laura Donnelly ca Mabel Tolkien
- Genevieve O'Reilly ca Mrs. Smith
- Owen Teale ca Headmaster Gilson
- Samuel Martin ca Red Eyed Captain

## Legături externe
- Tolkien on Fox Searchlight's official website
- Dincolo de poveste la Internet Movie Database
- Dincolo de poveste la Box Office Mojo
- Tolkien la Rotten Tomatoes
- Tolkien la Metacritic

## Vezi și
- Listă de filme americane din 2019